# العارض (ذي السفال)

تعديل مصدري - تعديل

العارض محلة تابعة لقرية الذنبة، التابعة لعزلة العداني بمديرية ذي السفال إحدى مديريات محافظة إب في الجمهورية اليمنية، بلغ تعداد سكانها 140 حسب تعداد اليمن لعام 2004.